# Sitemesh
 (février 2023).
Sitemesh est un framework Java/J2EE de gestion de layouts pour le développement d'applications web.